# Tom Sandberg
Tom Sandberg (* 6. srpna 1955 Mo i Rana) je bývalý norský sdruženář (závodník v severské kombinaci).
Je olympijským vítězem z her v Sarajevu roku 1984 (K95/15 km). V roce 1982 získal rovněž individuální titul mistra světa, na šampionátu v Oslu. Z mistrovství v Rovaniemi o dva roky později si přivezl zlato týmové. V roce 1984 se stal rovněž vítězem Světového poháru. Vystudoval vysokou školu, Norskou školu sportovních věd (Norges idrettshøgskole).